# Арджун Нарсінг Кесі

Арджун Нарсінгх К.С. (неп. अर्जुन नरसिंह केसी, нар. 27 вересня 1947, Нувакот, Непал) — непальський політичний діяч, старший лідер Непальського конгресу, колишній професор політичних наук. Обіймав посади міністра охорони здоров’я та народонаселення, міністра освіти і міністра міського розвитку. Багаторазово обирався до Палати представників від виборчого округу Нувакот.

## Ранні роки та освіта
Народився в селі Раутбесі, район Нувакот, у родині Бгаґавана Сінґха К.С. та Яшоди Деві К.С.  
Закінчив Трибхуванський університет за спеціальністю «політологія», де згодом став завідувачем кафедри. У 1982 році отримав наукову стипендію для навчання у Школі права та дипломатії Флетчера при Університеті Тафтса (США) з міжнародних відносин і зовнішньої політики.

## Політична кар’єра

### Початок діяльності
Під час правління системи «панчаят» К.С. активно брав участь у демократичних рухах, за що неодноразово зазнавав арештів.  Вперше обраний до парламенту у 1991 році, повторно — у 1994 році.

### Міністр охорони здоров’я та народонаселення (1995–1997)
Провів реформу розподілу медичних кадрів, спрямовану на переведення лікарів із міст у малозаселені гірські та терайські райони. Запровадив фінансові стимули, прискорене просування по службі та пільги для тих, хто працює в сільських регіонах. Також обмежив практику «кадж» — тимчасових, але фактично постійних переведень назад у міста.

### Міністр освіти, житлового та фізичного планування (1998–1999)
Просував визнання непальських дипломів за кордоном, укладаючи угоди про еквівалентність з іншими країнами.  
Підтримав відновлення історичного парку «Сад мрій» у Катманду.

### Міністр міського розвитку (2016–2017)
Запустив «Програму народного житла» для будівництва 25 000 будинків для малозабезпечених громад за межами долини Катманду.  Дав старт будівництву зовнішньої кільцевої дороги довжиною 71,93 км, проєкт якої понад 13 років затримувався через політичні розбіжності.

## Роль у русі 2006 року
Під час надзвичайного стану 2005 року був заарештований у штаб-квартирі партії в Сане, а пізніше затриманий у районі Банке.  Виконував роль координатора семипартійного альянсу в долині Катманду.

## Федеральна республіка
У 2017 році програв парламентські вибори, але в 2022 році переміг у виборчому окрузі Нувакот-2 з результатом 28 107 голосів, випередивши кандидата партії RSP більш ніж на 11 тисяч голосів.

## Парламентські комітети
У 2024 році як голова Комітету з державних рахунків ініціював розслідування можливих фінансових порушень під час будівництва аеропортів Покхара та Ґаутам-Будда.  У 2025 році передав справу про корупцію на мільярди непальських рупій до Комісії з розслідування зловживань владою.

## Особисте життя
Одружений з Пратімою К.С., має п’ятьох дітей. Дочка Анжана К.С. Тапа одружена з політиком Ґаґаном Тапою.